# Авторитет (фильм)
«Авторитет» (англ. Juice) — криминальная драма, снятая Эрнестом Дикерсоном в 1992 году.

## Сюжет
Четыре гарлемских подростка, Q (Квинси), Бишоп, Рахим и Сталь (Steel), в очередной раз пропускают занятия в школе, когда они узнают, что их старый друг был убит при ограблении бара. После этого Бишоп говорит друзьям, что у них «нет никакого уважения». Чтобы получить его, они грабят угловой продуктовый магазин, и сумасшедший Бишоп преднамеренно стреляет в клерка, потому что Сталь выкрикнул имя Рахима. Друзья выбегают в переулок, где Рахим просит Бишопа дать ему оружие, они борются, и Рахим застрелен. Бишоп становится лидером, так как он имеет оружие. На турнир DJ-ев приходят полицейские, и допрашивают друзей, Бишоп сваливает вину на Радамэса (враг Бишопа, Пуэрто-Риканский бандит). Q игнорирует Бишопа, а Бишоп терроризирует Q, их дружба рушится. Радамэс нападает на Бишопа с ножом за то, что он сказал копам, якобы пуэрториканец убил Рахима. Бишоп убивает Радамэса тем же пистолетом. Бишоп решает избавиться от двоих свидетелей, и делает попытку убийства Стали, потом идёт к Трипу (владелец бильярдной) и сваливает вину на Q. Сталь выживает и его на глазах у Q забирает скорая. Там же начинается погоня копов за Q, но ему удаётся скрыться. Q идёт за советом к Трипу, который обвиняет Квинси в убийстве всех жертв Бишопа. Q просит Трипа, чтобы тот передал Бишопу встречу один на один. Йоланда (девушка Q) работает волонтёром в городской больнице и видит живым Сталь. Сталь всё рассказывает ей. На встрече Бишоп ранил Q выстрелом в руку, но он успевает убежать в людное место, там Бишоп теряет своё оружие и теперь Q преследует Бишопа. На крыше дома разворачивается драка, в которой Бишоп падает с крыши. Фильм заканчивается кадрами из начала фильма и посвящением фильма Джанет и Таму.

## В ролях
- Омар Эппс — Квинси или Q
- Тупак Шакур — Бишоп или B
- Халил Кейн — Рахим
- Жермен Хагги Хопкинс — Стил
- Синди Хэрон — Йоланда
- Винсент Лареска — Радамэс
- Сэмюэл Л. Джексон — Трип
- Куин Латифа — M.C. Ruffhouse

Роль Квинси стала дебютом актёра Омар Эппса, который в будущем сыграет одну из главных ролей в сериале «Доктор Хаус». В этом фильме также дебютировал в кино известный рэпер Тупак Шакур.